# Edifício na Rua de Santo Ildefonso, em Almodôvar
O Edifício na Rua de Santo Ildefonso, em Almodôvar é um imóvel histórico na vila de Almodôvar, na região do Alentejo, em Portugal.

## Descrição e história
O imóvel situa-se no centro da vila de Almodôvar, nas imediações da Igreja Matriz. Consiste numa residência de dois pisos, dividida em três volumes, totalizando quatro portas e três janelas no rés-do-chão, e sete janelas no primeiro andar. Destaca-se pela sua aparência, com alguns elementos comuns nos solares, principalmente as janelas do piso nobre, que apresenta molduras com decorações em formato de concha e vegetalistas, semelhantes às armas da Ordem de Calatrava, e gradeamentos em ferro forjado nas varandas, suportadas por mísulas em cantaria. Tinha originalmente uma pedra de armas, que foi removida. No interior, uma das salas no primeiro andar é de especial interesse pelo seu conjunto de azulejos setecentistas.
Embora os mais antigos registos da sua presença possam remontar ao século XVI, a casa foi provavelmente construída no século XVIII, devido à sua configuração típica da arquitectura civil da região desse período. Foi utilizado como residência pela família Aguiar Cordes Mascarenhas de Azevedo, e pelo último Morgado de Almodôvar. Em 1991 foi feita uma proposta para a sua classificação, por iniciativa particular, mas o processo acabou por ser encerrado pela Direcção-Geral da Cultura em 2008, por considerar que o imóvel não era de valor nacional. Entretanto, nos finais da década de 1990 ou princípios da de 2000 foi removida a pedra de armas.

## Ligações Externas
- Edifício em Almodôvar na base de dados Ulysses da Direção-Geral do Património Cultural
- Edifício na Rua de Santo Ildefonso, n.º 17 na base de dados SIPA da Direção-Geral do Património Cultural